# Chiesa di San Martino a Maiano (Certaldo)
La chiesa di San Martino a Maiano si trova nel comune di Certaldo, in provincia di Firenze, diocesi della medesima città.

## Storia

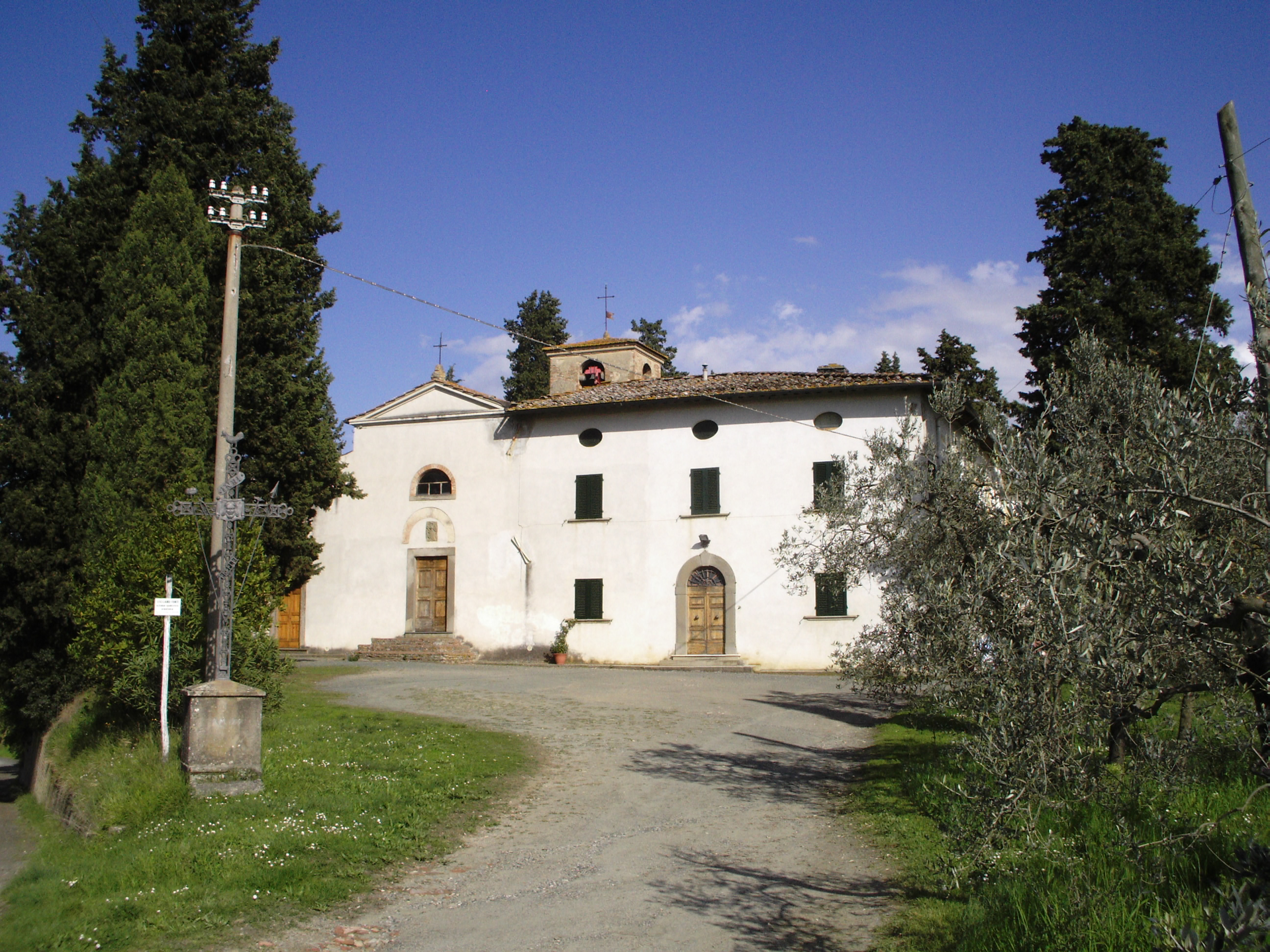
Abitato di San Martino a Maiano con la chiesa

La chiesa è citata per la prima volta in documento datato 12 ottobre 1160, quando papa Alessandro III ne confermò il patronato alla Badia a Passignano.
Dal 1358 è assorbita nell'orbita delle parrocchie del comunitativo di Certaldo col risultato di dover pagare una tassa per la costruzione delle mura del castello.
Nel XV secolo vi era già un campanile: Francesco di Girolamo da Cortona fuse due campane (nel 1460 e nel 1468).
La chiesa ha subito pesanti rimaneggiamenti nel corso dei secoli: un arco in laterizio visibile in facciata, tutta intonacata, è l'unico elemento che dimostra l'originale stile architettonico romanico.
La ristrutturazione dell'intero edificio dovette aver luogo nel XVII secolo, allorquando fu riconsacrata nel 1620. Fu affiancato anche un Oratorio dedicato a sant'Antonio.
Un ulteriore ingente intervento di conservazione fu effettuato tra il 1804 e il 1815.
Nel 1986 la parrocchia di San Martino a Maiano è stata unita a quella di Certaldo.

## Opere già in loco
Da questa chiesa provengono due affreschi staccati di Cenni di Francesco raffiguranti Madonna col Bambino e San Martino e santa Caterina di Alessandria, databili negli anni dal 1405 al 1410, ora al Museo di Arte Sacra di Certaldo.
Dalla compagnia di Sant'Antonio provengono:
- tre tele di scuola fiorentina della prima metà del XVII secolo con Madonna col Bambino tra i santi Antonio abate e Francesco, Madonna del rosario con i santi Giovanni Battista, Giovanni Evangelista, Antonio da Padova, Domenico e San Martino e santa Caterina di Alessandria in adorazione della Trinità, tutte e tre adesso al Museo di Certaldo
- una pala d'altare in terracotta invetriata uscita alla bottega di Giovanni della Robbia con una Madonna della Neve con santi Antonio e Bartolomeo, ricoverata nella chiesa dei Santi Jacopo e Filippo a Certaldo.

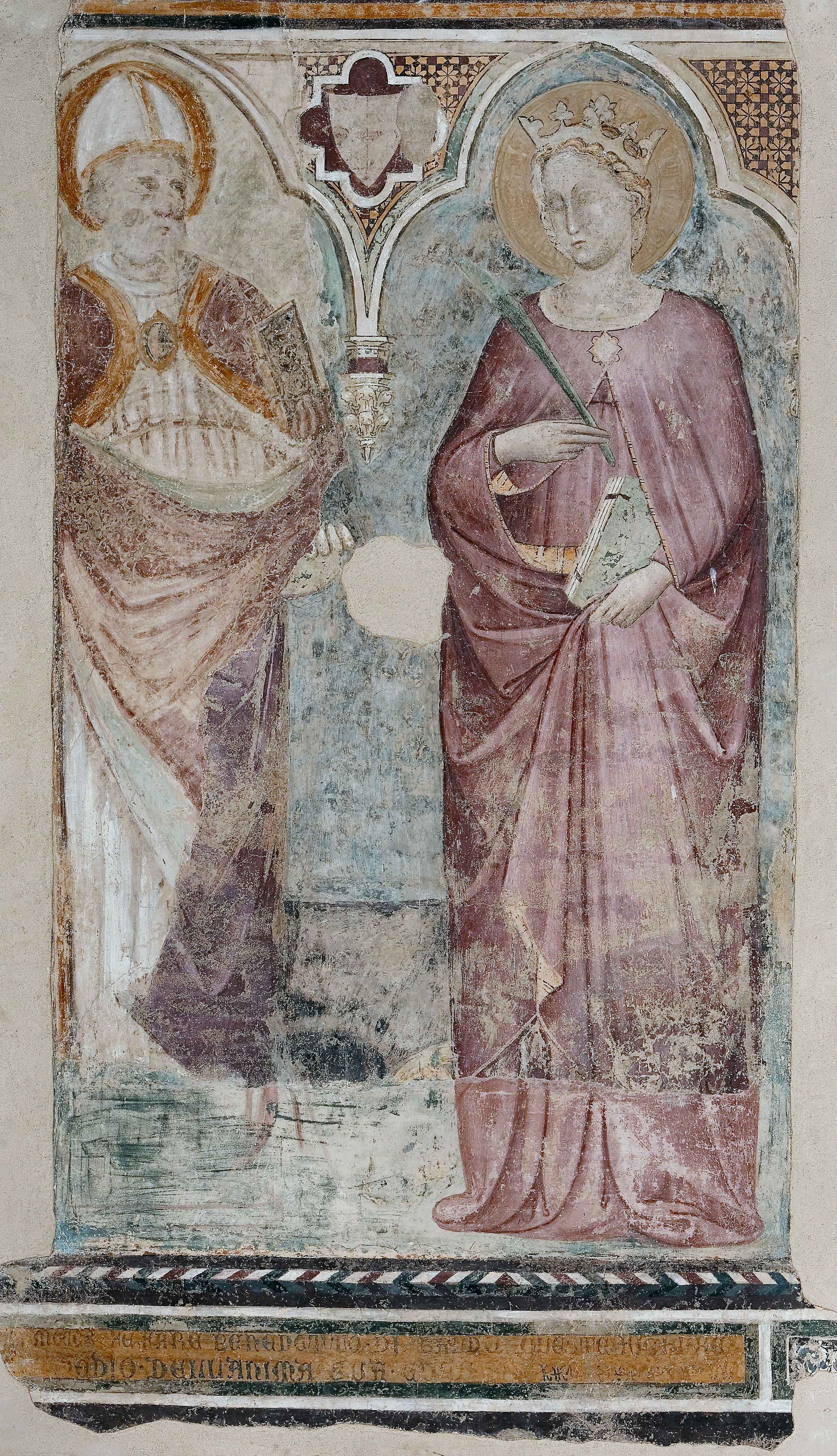
Cenni di Francesco, San Martino e santa Caterina di Alessandria, Certaldo, Museo di arte sacra, 1405-1410
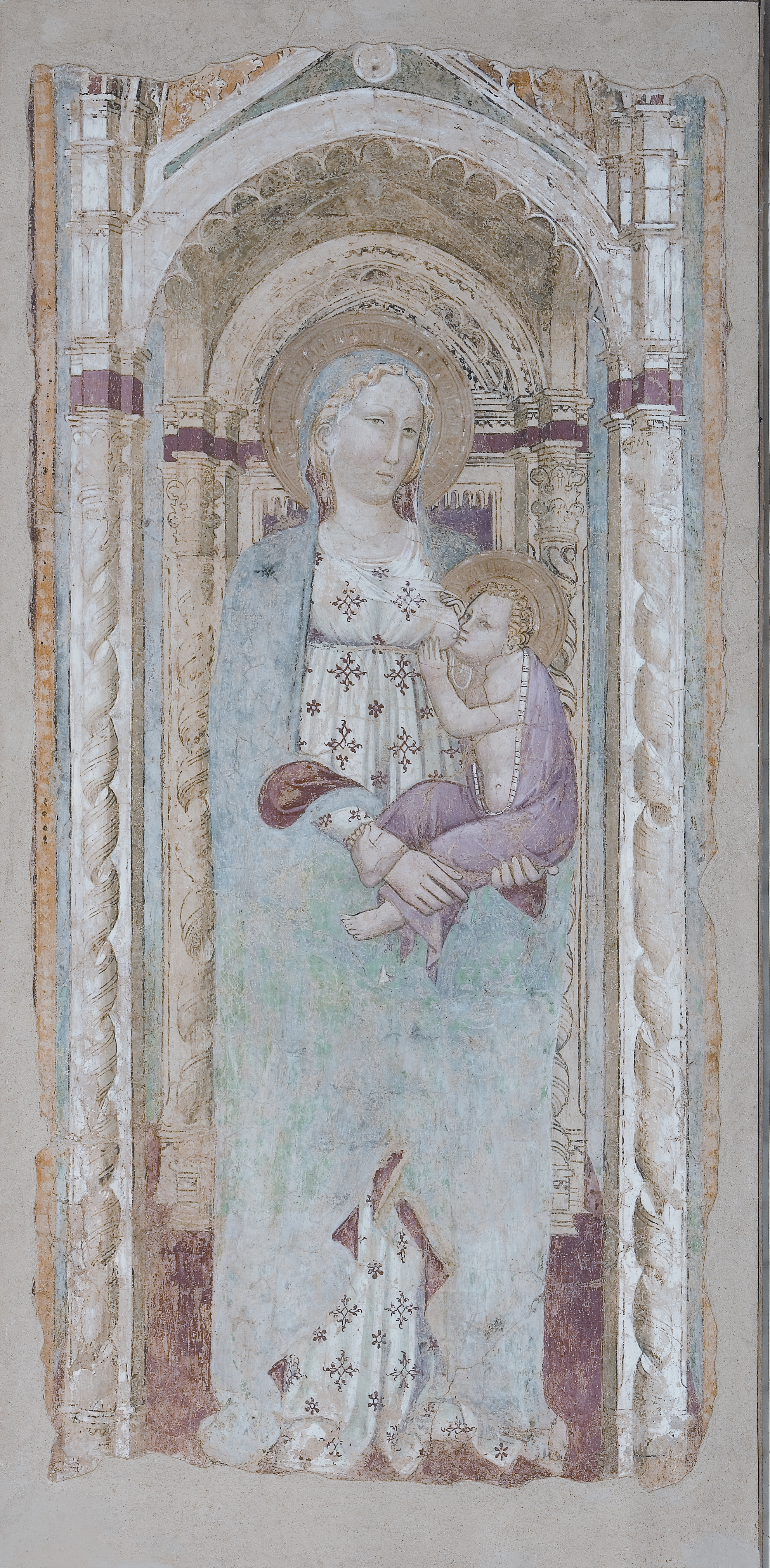
Cenni di Francesco, Madonna col Bambino, Certaldo, Museo di arte sacra, 1405-1410
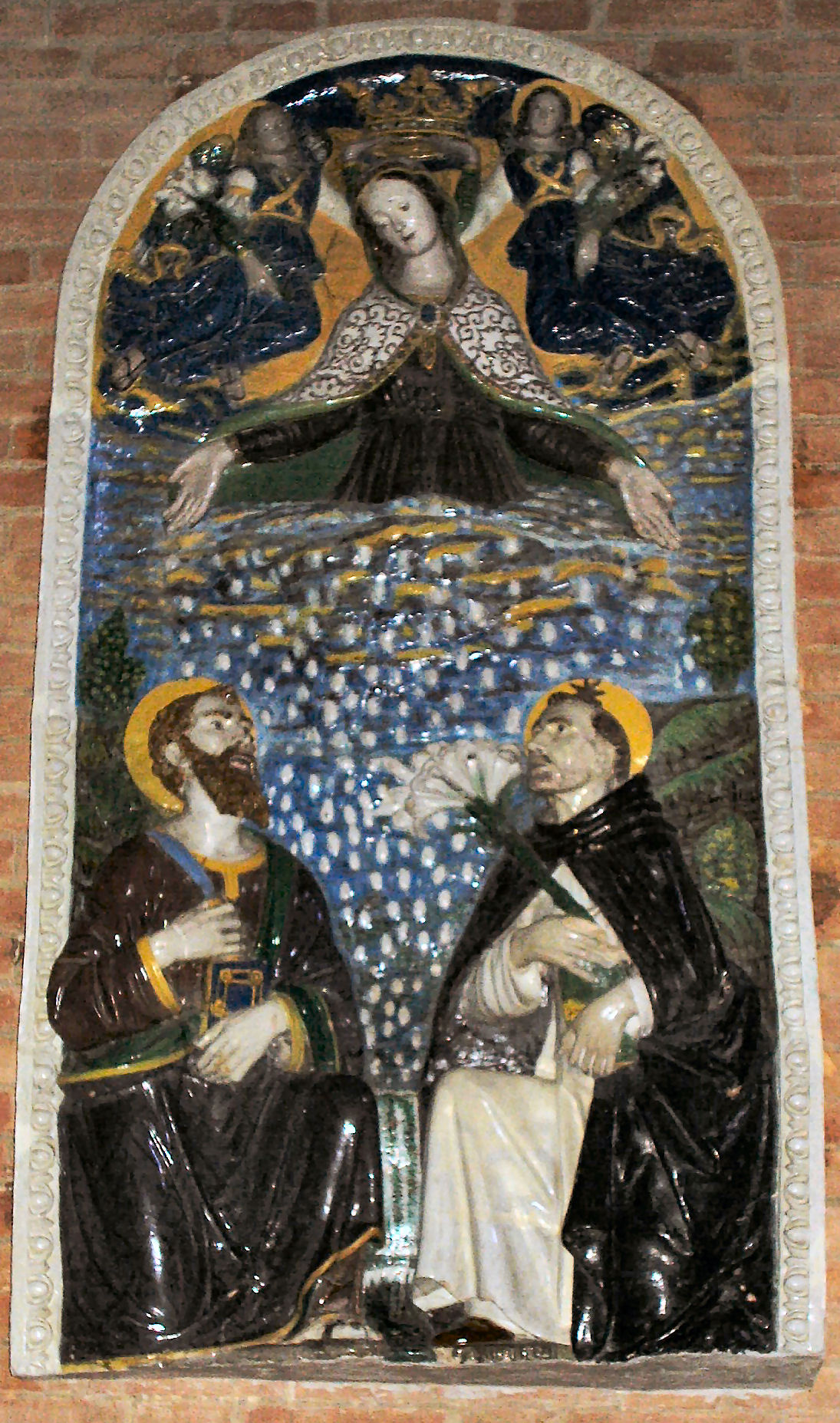
Bottega di Giovanni della Robbia, Madonna della neve e santi, Certaldo, Chiesa dei Santi Jacopo e Filippo, 1520 ca.